# Wybudowanie Gręblińskie
Wybudowanie Gręblińskie – osada w Polsce położona w województwie pomorskim, w powiecie tczewskim, w gminie Pelplin.
W latach 1975–1998 miejscowość administracyjnie należała do województwa gdańskiego.